# Dziwna miłość Marthy Ivers
Dziwna miłość Marthy Ivers (ang. The Strange Love of Martha Ivers) – amerykański film noir z 1946 w reżyserii Lewisa Milestone’a.
Film jest aktorskim debiutem legendarnego aktora Kirka Douglasa.

## Główne role
- Barbara Stanwyck - Martha Ivers
- Van Heflin - Sam Masterson
- Lizabeth Scott - Antonia „Toni” Marachek
- Kirk Douglas - Walter O’Neil
- Judith Anderson - pani Ivers
- Roman Bohnen - pan O’Neil
- Ann Doran - Bobbi St. John
- Janis Wilson - Martha Ivers (w dzieciństwie)
- Darryl Hickman - Sam Masterson (w dzieciństwie)
- Mickey Kuhn - Walter O’Neil (w dzieciństwie)
- Frank Orth - pracownik hotelowy
- James Flavin - detektyw
- Charles D. Brown - McCarthy, prywatny detektyw

## Zarys fabuły
Troje młodych ludzi; Marthę, Waltera i Sama łączy mroczna tajemnica z przeszłości. Po 18 latach od tamtych wydarzeń Martha i Walter są już małżeństwem; ona prowadzi dochodowy biznes, on jest znanym prokuratorem. W ich życiu niespodziewanie ponownie pojawia się Sam.